# Coppa UEFA 1992-1993
La Coppa UEFA 1992-1993 è stata la 22ª edizione dell'omonima competizione. Venne vinta dalla Juventus che superò nella doppia finale il Borussia Dortmund: per la società torinese si trattò del terzo successo in questa competizione (prima squadra europea a raggiungere tale traguardo), il quale rappresentò anche la vittoria con il maggior scarto in una delle doppie finali della manifestazione.

## Formula
Sulla base del ranking UEFA al 1991, l'Inghilterra e la Polonia ottennero un secondo slot a discapito della Finlandia e dell'Ungheria.
Furono tuttavia gli sconvolgimenti politici nell'Europa Orientale a richiedere l'intervento degli organi decisionali della confederazione calcistica continentale. L'esito dell'ultimo campionato sovietico della storia aveva assicurato due posti alla neonata Federazione Russa e uno alla neoindipendente Ucraina, in quest'ultimo caso con la Dinamo Kiev pronta a subentrare a seconda degli esiti della coppa sovietica; ma il club ucraino aveva più realistiche probabilità legate a un torneo nazionale rapidamente organizzato. Alla fine la UEFA riconobbe quest'ultima competizione, le cui risultanze incrociate con quelle sovietiche permisero di rispettare le distribuzioni originali di un club ucraino, appunto la Dinamo Kiev, e due russi, ripescando la Dinamo Mosca.
La seconda decisione riguardava i due posti che la matematica assegnava alla scomparsa Germania Est, e che vennero ridistribuiti tra i due paesi più meritevoli, ossia la Scozia e, in un primo momento, la Jugoslavia.
Il terzo nodo da affrontare divenne tuttavia proprio quello dei resti della succitata repubblica balcanica, allorquando vennero sottoposti all'embargo dell'ONU. La Slovenia si era resa indipendente pacificamente e aveva fatto domanda di riconoscimento, ma il nuovo paese era molto piccolo e storicamente aveva avuto scarso peso nel calcio slavo, che era stato principalmente una questione serbo-croata: la UEFA decise quindi di rigirare agli sloveni il posto residuato dalla Germania Orientale, ma di assegnare quelli propri della Jugoslavia alle nazioni più meritevoli nel ranking europeo, ossia l'Austria e la Romania.
Ci fu infine la questione della rinuncia albanese, che fruttò un secondo slot per la Turchia.

## Partite

### Trentaduesimi di finale
| Squadra 1           | Totale        | Squadra 2             | Andata | Ritorno   |
| ------------------- | ------------- | --------------------- | ------ | --------- |
| Colonia             | 2-3           | Celtic                | 2-0    | 0-3       |
| Dinamo Mosca        | 5-3           | Rosenborg             | 5-1    | 0-2       |
| Extensiv Craiova    | 0-10          | Panathīnaïkos         | 0-6    | 0-4       |
| Dinamo Kiev         | 3-3 (gfc)     | Rapid Vienna          | 1-0    | 2-3       |
| Copenaghen          | 10-1          | MP                    | 5-0    | 5-1       |
| Wacker Innsbruck    | 1-5           | Roma                  | 1-4    | 0-1       |
| Timișoara           | 1-5           | Real Madrid           | 1-1    | 0-4       |
| Fenerbahçe          | 5-3           | Botev Plovdiv         | 3-1    | 2-2       |
| Floriana            | 2-8           | Borussia Dortmund     | 0-1    | 2-7       |
| Katowice            | 1-2           | Galatasaray           | 0-0    | 1-2       |
| Grasshoppers        | 4-3           | Sporting Lisbona      | 1-2    | 3-1 (dts) |
| Hibernian           | 3-3 (gfc)     | Anderlecht            | 2-2    | 1-1       |
| IFK Norrköping      | 1-3           | Torino                | 1-0    | 0-3       |
| Juventus            | 10-1          | Anorthōsis            | 6-1    | 4-0       |
| Fram Reykjavik      | 0-7           | Kaiserslautern        | 0-3    | 0-4       |
| Manchester Utd      | 0-0 3-4 (dcr) | Torpedo Mosca         | 0-0    | 0-0       |
| Neuchâtel Xamax     | 3-6           | Frem                  | 2-2    | 1-4       |
| Paris Saint-Germain | 5-0           | PAOK                  | 2-0    | 3-0       |
| Lokomotiv Plovdiv   | 3-9           | Auxerre               | 2-2    | 1-7       |
| Casino Salisburgo   | 1-6           | Ajax                  | 0-3    | 1-3       |
| Sheffield Weds      | 10-2          | Spora Luxembourg      | 8-1    | 2-1       |
| Sigma Olomouc       | 3-1           | FCU Craiova           | 1-0    | 2-1       |
| Slavia Praga        | 3-4           | Hearts                | 1-0    | 2-4       |
| Benfica             | 8-0           | Izola                 | 3-0    | 5-0       |
| Caen                | 3-4           | Real Saragozza        | 3-2    | 0-2       |
| Standard Liegi      | 5-0           | Portadown             | 5-0    | 0-0       |
| Vác                 | 2-1           | Groningen             | 1-0    | 1-1       |
| Valencia            | 1-6           | Napoli                | 1-5    | 0-1       |
| Vitesse             | 5-1           | Derry City            | 3-0    | 2-1       |
| Vitória Guimarães   | 3-2           | Real Sociedad         | 3-0    | 0-2       |
| Widzew Łódź         | 2-11          | Eintracht Francoforte | 2-2    | 0-9       |
| Malines             | 2-1           | Örebro                | 2-1    | 0-0       |

### Sedicesimi di finale
| Squadra 1             | Totale | Squadra 2           | Andata | Ritorno |
| --------------------- | ------ | ------------------- | ------ | ------- |
| Kaiserslautern        | 5-3    | Sheffield Weds      | 3-1    | 2-2     |
| Roma                  | 6-4    | Grasshoppers        | 3-0    | 3-4     |
| Auxerre               | 7-0    | Copenaghen          | 5-0    | 2-0     |
| Frem                  | 1-6    | Real Saragozza      | 0-1    | 1-5     |
| Borussia Dortmund     | 3-1    | Celtic              | 1-0    | 2-1     |
| Eintracht Francoforte | 0-1    | Galatasaray         | 0-0    | 0-1     |
| Fenerbahçe            | 2-7    | Sigma Olomouc       | 1-0    | 1-7     |
| Hearts                | 0-2    | Standard Liegi      | 0-1    | 0-1     |
| Napoli                | 0-2    | Paris Saint-Germain | 0-2    | 0-0     |
| Panathīnaïkos         | 0-1    | Juventus            | 0-1    | 0-0     |
| Anderlecht            | 7-2    | Dinamo Kiev         | 4-2    | 3-0     |
| Real Madrid           | 7-5    | Torpedo Mosca       | 5-2    | 2-3     |
| Benfica               | 6-1    | Vác                 | 5-1    | 1-0     |
| Torino                | 1-2    | Dinamo Mosca        | 1-2    | 0-0     |
| Vitesse               | 2-0    | Malines             | 1-0    | 1-0     |
| Vitória Guimarães     | 1-5    | Ajax                | 0-3    | 1-2     |

### Ottavi di finale
| Squadra 1           | Totale    | Squadra 2      | Andata | Ritorno |
| ------------------- | --------- | -------------- | ------ | ------- |
| Roma                | 5-4       | Galatasaray    | 3-1    | 2-3     |
| Ajax                | 3-0       | Kaiserslautern | 2-0    | 1-0     |
| Borussia Dortmund   | 4-3       | Real Saragozza | 3-1    | 1-2     |
| Dinamo Mosca        | 2-4       | Benfica        | 2-2    | 0-2     |
| Paris Saint-Germain | 1-1 (gfc) | Anderlecht     | 0-0    | 1-1     |
| Sigma Olomouc       | 1-7       | Juventus       | 1-2    | 0-5     |
| Standard Liegi      | 3-4       | Auxerre        | 2-2    | 1-2     |
| Vitesse             | 0-2       | Real Madrid    | 0-1    | 0-1     |

### Quarti di finale
| Squadra 1   | Totale | Squadra 2           | Andata | Ritorno |
| ----------- | ------ | ------------------- | ------ | ------- |
| Roma        | 1-2    | Borussia Dortmund   | 1-0    | 0-2     |
| Auxerre     | 4-3    | Ajax                | 4-2    | 0-1     |
| Real Madrid | 4-5    | Paris Saint-Germain | 3-1    | 1-4     |
| Benfica     | 2-4    | Juventus            | 2-1    | 0-3     |

### Semifinali
| Squadra 1         | Totale           | Squadra 2           | Andata | Ritorno |
| ----------------- | ---------------- | ------------------- | ------ | ------- |
| Borussia Dortmund | 2-2 7-6 (d.c.r.) | Auxerre             | 2-0    | 0-2     |
| Juventus          | 3-1              | Paris Saint-Germain | 2-1    | 1-0     |

### Finale
| Squadra 1         | Totale | Squadra 2 | Andata | Ritorno |
| ----------------- | ------ | --------- | ------ | ------- |
| Borussia Dortmund | 1-6    | Juventus  | 1-3    | 0-3     |

#### Andata
| Arbitro: | Sándor Puhl |

|               |           |                                  |
| Rummenigge 2’ | Marcatori | 26’ D. Baggio 30’, 73’ R. Baggio |

| Borussia Dortmund | Juventus |

| Borussia Dortmund |    |                    |     |     |
|                   |    |                    |     |     |
| P                 | 1  | Stefan Klos        |     |     |
| D                 | 2  | Knut Reinhardt     |     |     |
| D                 | 3  | Thomas Franck      |     | 46’ |
| D                 | 4  | Bodo Schmidt       |     |     |
| D                 | 5  | Uwe Grauer         |     |     |
| D                 | 6  | Michael Lusch      |     |     |
| C                 | 7  | Stefan Reuter      |     |     |
| C                 | 8  | Michael Zorc       |     | 70’ |
| A                 | 9  | Stéphane Chapuisat |     |     |
| C                 | 10 | Michael Rummenigge | 28’ |     |
| C                 | 11 | Gerhard Poschner   |     |     |
| Sostituzioni:     |    |                    |     |     |
| A                 | 13 | Frank Mill         |     | 46’ |
| C                 | 14 | Steffen Karl       |     | 70’ |
| Allenatore:       |    |                    |     |     |
| Ottmar Hitzfeld   |    |                    |     |     |

| Juventus            |    |                    |     |     |
|                     |    |                    |     |     |
|                     |    |                    |     |     |
| P                   | 1  | Angelo Peruzzi     |     |     |
| D                   | 2  | Massimo Carrera    |     |     |
| D                   | 3  | Marco De Marchi    |     |     |
| C                   | 4  | Dino Baggio        |     |     |
| D                   | 5  | Jürgen Kohler      |     |     |
| D                   | 6  | Júlio César        |     |     |
| C                   | 7  | Antonio Conte      | 47’ |     |
| C                   | 8  | Giancarlo Marocchi | 72’ |     |
| A                   | 9  | Gianluca Vialli    |     |     |
| A                   | 10 | Roberto Baggio     |     | 76’ |
| A                   | 11 | Andreas Möller     |     | 88’ |
| Sostituzioni:       |    |                    |     |     |
| D                   | 14 | Roberto Galia      |     | 88’ |
| A                   | 15 | Paolo Di Canio     |     | 76’ |
| Allenatore:         |    |                    |     |     |
| Giovanni Trapattoni |    |                    |     |     |

#### Ritorno
| Arbitro: | John Blankenstein |

|                              |           |  |
| D. Baggio 5’, 39’ Möller 65’ | Marcatori |  |

| Juventus | Borussia Dortmund |

| Juventus            |    |                    |     |     |
|                     |    |                    |     |     |
| P                   | 1  | Angelo Peruzzi     |     |     |
| D                   | 2  | Massimo Carrera    |     |     |
| D                   | 3  | Moreno Torricelli  |     | 67’ |
| D                   | 4  | Marco De Marchi    | 43’ |     |
| D                   | 5  | Jürgen Kohler      |     |     |
| C                   | 6  | Júlio César        |     |     |
| C                   | 7  | Roberto Galia      | 53’ |     |
| C                   | 8  | Dino Baggio        |     |     |
| A                   | 9  | Gianluca Vialli    |     | 81’ |
| A                   | 10 | Roberto Baggio     |     |     |
| C                   | 11 | Andreas Möller     |     |     |
| Sostituzioni:       |    |                    |     |     |
| A                   | 15 | Paolo Di Canio     |     | 66’ |
| A                   | 16 | Fabrizio Ravanelli |     | 80’ |
| Allenatore:         |    |                    |     |     |
| Giovanni Trapattoni |    |                    |     |     |

| Borussia Dortmund |    |                    |     |     |
|                   |    |                    |     |     |
|                   |    |                    |     |     |
| P                 | 1  | Stefan Klos        |     |     |
| D                 | 2  | Knut Reinhardt     |     |     |
| D                 | 3  | Bodo Schmidt       |     |     |
| D                 | 4  | Michael Schulz     |     |     |
| D                 | 5  | Ned Zelić          | 60’ |     |
| C                 | 6  | Gerhard Poschner   |     |     |
| D                 | 7  | Stefan Reuter      |     | 67’ |
| C                 | 8  | Steffen Karl       |     |     |
| A                 | 9  | Lothar Sippel      |     |     |
| C                 | 10 | Michael Rummenigge |     | 42’ |
| A                 | 11 | Frank Mill         |     |     |
| Sostituzioni:     |    |                    |     |     |
| C                 | 14 | Thomas Franck      |     | 42’ |
| D                 | 15 | Michael Lusch      |     | 67’ |
| Allenatore:       |    |                    |     |     |
| Ottmar Hitzfeld   |    |                    |     |     |

## Classifica marcatori
| Gol |  |  | Giocatore       | Squadra               |
| --- |  |  | --------------- | --------------------- |
| 8   |  |  | Gérald Baticle  | Auxerre               |
| 7   |  |  | George Weah     | Paris Saint-Germain   |
| 6   |  |  | Roberto Baggio  | Juventus              |
|     |  |  | Marcel Witeczek | Kaiserslautern        |
|     |  |  | Daniel Fonseca  | Napoli                |
| 5   |  |  | Anthony Yeboah  | Eintracht Francoforte |
|     |  |  | Fernando Hierro | Real Madrid           |
|     |  |  | Isaías          | Benfica               |
|     |  |  | Iván Zamorano   | Real Madrid           |
|     |  |  | Dino Baggio     | Juventus              |
|     |  |  | Gianluca Vialli | Juventus              |